# Actinoptera kovacsi
Actinoptera kovacsi är en tvåvingeart som först beskrevs av Mario Bezzi 1924.  Actinoptera kovacsi ingår i släktet Actinoptera och familjen borrflugor.
Artens utbredningsområde är Etiopien. Inga underarter finns listade i Catalogue of Life.